# Rátz Péter
Tagyosi Rátz Péter (Császló, 1879. október 27. – Nagypeleske, 1945. augusztus 28.) magyar festő. A nagybányai művésztelep második nemzedékének jeles képviselője, a két világháború közt tartotta a lelket a nagybányai képzőművészeti kolóniában.

## Életpályája
25 évesen, 1905 tavaszán érkezett Nagybányára, Maticska Jenővel járt festeni a természetbe. A Rómából éppen hazatért Maticska azt a tanácsot adta neki: „fesse, amit lát, úgy amint látja”. Majd Réti István és Ferenczy Károly mellett tanult. 1906-ban Fraknói Vilmos-díjat nyert, Réti társaságában Rómába utazott, ahol kezdetben az Instituto di Belle Arti szabad iskoláját látogatta, majd az amerikai akadémián rajzolt esti aktot. 1907-ben a Tirrén-tenger partján Anzióban festett őszig, s visszatért Nagybányára. Néhány kisebb képet kiállított a Könyves Kálmán Szalonban. 
1908-ban a Szépművészeti Múzeum anyagát tanulmányozta, majd Bécsen át Münchenbe ment. 1909-ben közel egy évet töltött Párizsban, szorgalmasan tanulmányozta a gyűjteményeket, reggelenként a Szajna partján, utcákon, tereken festett, esténként krokira járt a Grande Chaumiére-be. Párizsból hazatért Nagybányára, de 1911-ben már nem volt ott, az első világháború kitörése a dalmát tengerparton érte, ekkor hazasietett Nagybányára, itt nősült meg a háború elején. 1915-ben állított ki a Műcsarnokban. Besorozták katonának, majd 1918 őszén rokkantként tért haza. Szorgalmasan, nagy lelkesedéssel festett. 1922-ben tagja, 1931-ben ügyvezető elnöke lett a Nagybányai Festők Társaságának. Festői szorgalma és jó kedélye a nagybányai képzőművészeti kolónia kedvelt alakjává tette. 
Tehetsége több irányban mutatott, a tájképek festése mellett az emberi alak, az arckép és az akt ábrázolása is foglalkoztatta. Leginkább a naturalista stílus mellett maradt meg, de ezen belül is kialakult az ő egyéni stílusa. A román megszállás után mintegy másfél évtizedig élt és alkotott Nagybányán. 1935-ben a kolónia városi kézbe vételekor műterméből kilakoltatták. Ekkor visszavonult szatmári birtokára, Peleskére**(sajnos több forrásban is tévesen Gacsály szerepel). 1945-ben Nagypeleskén helyezték örök nyugalomra.

## Műveiből
- Nagybányai táj
- Nagybányai Zazar-part
- Délutáni napsütés Nagybányán (1908)
- Mediterrán tengerpart
- Árnyas fenyőerdő
- Vasárnap délelőtt Nagybányán
- Antik romok az Adrián (1907)
- Önarckép (1907)
- Piros csónakok (1910)

## Külső hivatkozások
- Rátz Péter élete és néhány képe a Kieselbach Galéria honlapján
- A nagybányai művésztelep története